# Vigilancia por computadoras en el lugar de trabajo
La vigilancia por computadoras en el lugar de trabajo  se refiere al uso de las computadoras para monitorear la actividad en el lugar de trabajo. El monitoreo de computadoras es un método de recolección de evidencia del desempeño de los empleados a través de las computadoras que utilizan en el trabajo. La vigilancia de computadores también puede incluir aplicaciones de seguridad con sistemas más tradicionales como videovigilancia con circuito cerrado de televisión o cámara IP.

## Tipos de monitoreo

### Uso de computadora
Dependiendo de la tecnología y los métodos utilizados, las aplicaciones de monitoreo pueden realizar un seguimiento de todas o algunas de las actividades de los empleados en una computadora perteneciente a la empresa. Pueden monitorear diversos dispositivos instalados en la computadora (por ejemplo, cámaras web y micrófonos).
Las herramientas utilizadas para el monitoreo de las computadoras de los empleados incluyen:
- Monitoreo de pantalla, puede ser grabación de video, imágenes estáticas detallando los contenidos o captura de pantalla utilizando un programa de computadora particular. Las herramientas de monitoreo pueden recolectar video en tiempo real, acelerado o en time-lapse e incluso capturas de pantalla, también pueden tomar video o capturas de imágenes en intervalos regulares (por ejemplo, una vez cada cuatro minutos). Pueden recolectar imágenes o información constantemente o sólo cuando el usuario está utilizando el equipo (por ejemplo, realizar capturas de pantalla cuando el mouse o el teclado está activo).
- Monitoreo de datos, rastrea el contenido y modificaciones de los archivos almacenados en el disco duro local o en la red “privada” de recursos compartidos del usuario.
- Monitoreo de teclas (por ejemplo, el número de teclas presionadas por minuto), puede realizar el seguimiento del trabajo realizado con el teclado, tal como el procesamiento de palabras o el ingreso de datos. El registro del teclado captura todas las entradas del teclado, permitiendo al empleador monitorear todo lo escrito en la computadora monitoreada.
- Monitoreo en tiempo inactivo, mantiene el conteo del tiempo cuando el empleado está lejos de la computadora o no se está utilizando de manera activa.

### Internet
La vigilancia en Internet es el monitoreo del tráfico datos de Internet, accesos Web y otras actividades en línea. Esto puede incluir el monitoreo de todo el tráfico de Internet así como el tráfico encriptado del navegador en capa de conexión segura (SSL, por sus siglas en inglés), correo electrónico personal y sitios de banco. Una investigación realizada por American Management Association demostró que en Estados Unidos, cerca del 30% de los empleadores monitorea los correos electrónicos de sus empleados.

## Legalidad
Este tipo de monitoreo se permite generalmente cuando el empleador es dueño de las computadoras, terminales, la red y el acceso a Internet. Dependiendo del país o la jurisdicción legal y los métodos de vigilancia utilizados, puede haber requerimientos adicionales para notificar al empleado del monitoreo o de la política de monitoreo para que sea legal.
Contratos sindicales y otras formas de contratos de trabajo pueden ofrecer cierta protección del monitoreo. Además, en Estados Unidos, los empleados del sector público pueden tener algún tipo de protección bajo la Cuarta Enmienda de la Constitución de los Estados Unidos. Los empleados en California pueden tener protección adicional bajo partes específicas de los estatutos del estado.
Los empleadores pueden estar obligados a mantener la documentación de los correos electrónicos y otros de medios de comunicación, con fines reglamentarios o de cumplimiento. El monitoreo del correo electrónico y mensajería instantánea puede ser parte de estos requerimientos.
Algunos programas de computadora utilizados para este tipo de vigilancia pueden imponer restricciones adicionales o requisitos de notificación basados en su acuerdo de licencia de usuario final (EULA, por sus siglas en inglés). Por ejemplo, Spectorsoft requiere que los empleados cuenten con un contrato firmado donde se estipule que la actividad de su computadora puede ser monitoreada mientras estén contratados. Pueden surgir problemas legales adicionales si la información obtenida a partir del monitoreo es utilizada ilegalmente o con fines perjudiciales.

## Percepción
En las organizaciones sin una política de uso de computadoras o monitoreo declarada, los empleados comúnmente usan el equipo de la compañía a discreción y en la mayoría de los casos, no existen restricciones visibles o monitoreo de las actividades realizadas en la computadora. El uso de la vigilancia de computadoras junto con la disciplina de los empleados o el proceso de evaluación puede ser viso por los empleados como una invasión a su privacidad o falta de confianza. En Estados Unidos, los empleadores tienen derecho a monitorear a sus empleados, claramente con algunas reglas específicas y regulaciones que deben seguir de acuerdo a la legislación del estado donde se encuentren.

## Beneficios
- Protección de la propiedad intelectual
- Protección y disuasión del robo de datos
- Protección de la información confidencial del cliente y/o empleado[6]
- Aumento de la productividad
- Los empleadores utilizan las calificaciones obtenidas de los empleados  actuales para capacitar a los nuevos empleados; una herramienta de capacitación efectiva, donde los nuevos empleados obtienen experiencia a través del examinado de los empleados en situaciones reales[7]
- Aumento del nivel de profesionalismo y del tacto en la comunicación dentro de la organización
- Disminución del riesgo de problemas a causa del uso inapropiado de la web o Internet (por ejemplo, malware, pornografía, virus, etc.)

## Críticas
- El monitoreo puede estar sujeto a leyes y restricciones adicionales
- El uso del monitoreo de computadoras puede disminuir la moral del empleado
- Los empleados pueden considerar la vigilancia de computadoras como una violación de su privacidad
- El monitoreo o los resultados obtenidos para la evaluación o revisión de los empleados puede afectar el desempeño y la productividad de manera negativa
- Aunque los empleadores han llegado a la conclusión de que el monitoreo puede aumentar la productividad y desempeño del empleado, también puede aumentar el estrés en el entorno laboral[8]